# Championnats d'Europe de patinage artistique 1969
Navigation
Édition précédente Édition suivante
Les championnats d'Europe de patinage artistique 1969 ont lieu en janvier 1969 à l'Olympia-Eissport-Zentrum de Garmisch-Partenkirchen en Allemagne de l'Ouest.
Depuis 1964, l'Olympia-Eissport-Zentrum des jeux olympiques d'hiver de 1936 est couverte d'un toit.

## Qualifications
Les patineurs sont éligibles à l'épreuve s'ils représentent une nation européenne membre de l'Union internationale de patinage (International Skating Union en anglais). Les fédérations nationales sélectionnent leurs patineurs en fonction de leurs propres critères.
Sur la base des résultats des championnats d'Europe 1968, l'Union internationale de patinage autorise chaque pays à avoir de une à trois inscriptions par discipline. 

## Podiums
| Épreuves                            | Or                             | Argent                              | Bronze                                   |
| ----------------------------------- | ------------------------------ | ----------------------------------- | ---------------------------------------- |
| Messieurs résultats détaillés       | Ondrej Nepela                  | Patrick Péra                        | Sergueï Tchetveroukhine                  |
| Dames résultats détaillés           | Gabriele Seyfert               | Hana Mašková                        | Beatrix Schuba                           |
| Couples résultats détaillés         | Irina Rodnina / Alexeï Oulanov | Ludmila Belousova / Oleg Protopopov | Tamara Moskvina / Alexeï Michine         |
| Danse sur glace résultats détaillés | Diane Towler / Bernard Ford    | Janet Sawbridge / Jon Lane          | Lioudmila Pakhomova / Alexander Gorshkov |

## Tableau des médailles
| Rang  | Nation             | Or | Argent | Bronze | Total |
| ----- | ------------------ | -- | ------ | ------ | ----- |
| 1     | Union soviétique   | 1  | 1      | 3      | 5     |
| 2     | Royaume-Uni        | 1  | 1      | 0      | 2     |
| 2     | Tchécoslovaquie    | 1  | 1      | 0      | 2     |
| 4     | Allemagne de l'Est | 1  | 0      | 0      | 1     |
| 5     | France             | 0  | 1      | 0      | 1     |
| 6     | Autriche           | 0  | 0      | 1      | 1     |
| Total | Total              | 4  | 4      | 4      | 12    |

## Détails des compétitions

### Messieurs
| Rang | Nom                     | Nation               | Places | Points | Fig. impo. | Prog. libre |
| ---- | ----------------------- | -------------------- | ------ | ------ | ---------- | ----------- |
| 1    | Ondrej Nepela           | Tchécoslovaquie      |        |        |            |             |
| 2    | Patrick Péra            | France               |        |        |            |             |
| 3    | Sergueï Tchetveroukhine | Union soviétique     |        |        |            |             |
| 4    | Günter Zöller           | Allemagne de l'Est   |        |        |            |             |
| 5    | Philippe Pélissier      | France               |        |        |            |             |
| 6    | Haig Oundjian           | Royaume-Uni          |        |        |            |             |
| 7    | Sergueï Volkov          | Union soviétique     |        |        |            |             |
| 8    | Marian Filc             | Tchécoslovaquie      |        |        |            |             |
| 9    | Yuri Ovtchinnikov       | Union soviétique     |        |        |            |             |
| 10   | Jacques Mrozek          | France               |        |        |            |             |
| 11   | Günter Anderl           | Autriche             |        |        |            |             |
| 12   | Reinhard Ketterer       | Allemagne de l'Ouest |        |        |            |             |
| 13   | Klaus Grimmelt          | Allemagne de l'Ouest |        |        |            |             |
| 14   | Josef Schneider         | Autriche             |        |        |            |             |
| 15   | Daniel Höner            | Suisse               |        |        |            |             |
| 16   | Jan Hoffmann            | Allemagne de l'Est   |        |        |            |             |
| 17   | Zdzisław Pieńkowski     | Pologne              |        |        |            |             |
| 18   | Petr Starec             | Tchécoslovaquie      |        |        |            |             |
| 19   | Zoltán Horváth          | Hongrie              |        |        |            |             |
| 20   | Thomas Callerud         | Suède                |        |        |            |             |
| 21   | Arnoud Hendriks         | Pays-Bas             |        |        |            |             |
| 22   | Gheorghe Fazekas        | Roumanie             |        |        |            |             |
| 23   | Ragnar Wikström         | Finlande             |        |        |            |             |

### Dames
| Rang | Nom                  | Nation               | Places | Points | Fig. impo. | Prog. libre |
| ---- | -------------------- | -------------------- | ------ | ------ | ---------- | ----------- |
| 1    | Gabriele Seyfert     | Allemagne de l'Est   |        |        |            |             |
| 2    | Hana Mašková         | Tchécoslovaquie      |        |        |            |             |
| 3    | Beatrix Schuba       | Autriche             |        |        |            |             |
| 4    | Zsuzsa Almássy       | Hongrie              |        |        |            |             |
| 5    | Elisabeth Nestler    | Autriche             |        |        |            |             |
| 6    | Elena Shcheglova     | Union soviétique     |        |        |            |             |
| 7    | Elisabeth Mikula     | Autriche             |        |        |            |             |
| 8    | Rita Trapanese       | Italie               |        |        |            |             |
| 9    | Patricia Dodd        | Royaume-Uni          |        |        |            |             |
| 10   | Eileen Zillmer       | Allemagne de l'Ouest |        |        |            |             |
| 11   | Charlotte Walter     | Suisse               |        |        |            |             |
| 12   | Sonja Morgenstern    | Allemagne de l'Est   |        |        |            |             |
| 13   | Ľudmila Bezáková     | Tchécoslovaquie      |        |        |            |             |
| 14   | Galina Grzhibovskaya | Union soviétique     |        |        |            |             |
| 15   | Eleonora Baricka     | Tchécoslovaquie      |        |        |            |             |
| 16   | Renate Zehnpfennig   | Allemagne de l'Ouest |        |        |            |             |
| 17   | Frances Waghorn      | Royaume-Uni          |        |        |            |             |
| 18   | Christine Errath     | Allemagne de l'Est   |        |        |            |             |
| 19   | Zsofia Wagner        | Hongrie              |        |        |            |             |
| 20   | Britt Elfving        | Suède                |        |        |            |             |
| 21   | Zsuzsa Homolya       | Hongrie              |        |        |            |             |
| 22   | Miroslawa Nowak      | Pologne              |        |        |            |             |
| 23   | Elena Mois           | Roumanie             |        |        |            |             |

### Couples
| Rang | Nom                                       | Nation               | Places | Points | Prog. court | Prog. libre |
| ---- | ----------------------------------------- | -------------------- | ------ | ------ | ----------- | ----------- |
| 1    | Irina Rodnina / Alexeï Oulanov            | Union soviétique     |        |        |             |             |
| 2    | Ludmila Belousova / Oleg Protopopov       | Union soviétique     |        |        |             |             |
| 3    | Tamara Moskvina / Alexeï Michine          | Union soviétique     |        |        |             |             |
| 4    | Heidemarie Steiner / Heinz-Ulrich Walther | Allemagne de l'Est   |        |        |             |             |
| 5    | Gudrun Hauss / Walter Häfner              | Allemagne de l'Ouest |        |        |             |             |
| 6    | Marianne Streifler / Herbert Wiesinger    | Allemagne de l'Ouest |        |        |             |             |
| 7    | Manuela Groß / Uwe Kagelmann              | Allemagne de l'Est   |        |        |             |             |
| 8    | Janina Poremska / Piotr Sczypa            | Pologne              |        |        |             |             |
| 9    | Mona Szabo / Pierre Szabo                 | France               |        |        |             |             |
| 10   | Evelyne Schneider / Wilhelm Bietak        | Autriche             |        |        |             |             |
| 11   | Linda Bernard / Raymond Wilson            | Royaume-Uni          |        |        |             |             |
| 12   | Dana Fialova / Josef Tuma                 | Tchécoslovaquie      |        |        |             |             |

### Danse sur glace
| Rang | Nom                                      | Nation               | Places | Points | Danses imposées | Danse libre |
| ---- | ---------------------------------------- | -------------------- | ------ | ------ | --------------- | ----------- |
| 1    | Diane Towler / Bernard Ford              | Royaume-Uni          |        |        |                 |             |
| 2    | Janet Sawbridge / Jon Lane               | Royaume-Uni          |        |        |                 |             |
| 3    | Lioudmila Pakhomova / Aleksandr Gorchkov | Union soviétique     |        |        |                 |             |
| 4    | Angelika Buck / Erich Buck               | Allemagne de l'Ouest |        |        |                 |             |
| 5    | Annerose Baier / Eberhard Ruger          | Allemagne de l'Est   |        |        |                 |             |
| 6    | Susan Getty / Roy Bradshaw               | Royaume-Uni          |        |        |                 |             |
| 7    | Dana Holanová / Jaromír Holan            | Tchécoslovaquie      |        |        |                 |             |
| 8    | Ilona Berecz / István Sugár              | Hongrie              |        |        |                 |             |
| 9    | Milena Tůmová / Josef Pešek              | Tchécoslovaquie      |        |        |                 |             |
| 10   | Tatiana Voitiuk / Viacheslav Zhigalin    | Union soviétique     |        |        |                 |             |
| 11   | Elena Zharkova / Guennadi Karponossov    | Union soviétique     |        |        |                 |             |
| 12   | Edit Mató / Károly Csanádi               | Hongrie              |        |        |                 |             |
| 13   | Edeltraud Rotty / Joachin Iglowstein     | Allemagne de l'Ouest |        |        |                 |             |
| 14   | Elaine Vachon / Jean-Pierre Noullet      | France               |        |        |                 |             |
| 15   | Teresa Weyna / Piotr Bojanczyk           | Pologne              |        |        |                 |             |
| 16   | Elfriede Rup / Walter Leschetizky        | Autriche             |        |        |                 |             |
| 17   | Christiane Dallenbach / Leo Barblan      | Suisse               |        |        |                 |             |